# Gummersbach
Gummersbach è una città di 51 126 abitanti della Renania Settentrionale-Vestfalia, in Germania.
Appartiene al distretto governativo (Regierungsbezirk) di Colonia e al circondario di Oberberg (targa GM).
Gummersbach si fregia del titolo di "Media città di circondario" (Mittlere kreisangehörige Stadt).